# Potamocares striatus
Potamocares striatus là một loài bọ cánh cứng trong họ Elmidae. Loài này được Grouvelle in Alluaud & Jeannel miêu tả khoa học năm 1920.